# Eerie Von
Eerie Von (Lodi, 25 agosto 1964) è un batterista e bassista statunitense.
Dopo essere stato il batterista dei Rosemary's Babies, un gruppo hardcore punk di Lodi (New Jersey), Glenn Danzig ed i Misfits, di cui era un tecnico e fotografo nei concerti, gli chiedono di far parte del gruppo, ma egli declina l'offerta. Dopo lo scioglimento dei Misfits, Von suona il basso per i Samhain di Glenn Danzig dal 1983 al 1988, dopodiché nei Danzig (nuovo nome dei Samhain) dal 1988 al 1995. Attualmente lavora come solista ed ha un discreto successo underground con Fiend Art, con la quale rappresenta su tela dei temi scabrosi.

## Discografia

### Da solista
- 1995 - Uneasy Listening (con Mike Morance)
- 1998 - The Blood And The Body
- 2004 - Bad Dream No.13
- 2006 - EERIE VON'S "Spidercider" - That's All There Is

### Con i Rosemary's Babies
- 1983 - Blood Lust EP
- 2004 - Talking To The Dead

### Con i Samhain
- 1983 - Initium
- 1985 - Unholy Passion EP
- 1986 - November-Coming-Fire
- 1990 - Final Descent
- 2001 - Samhain Live '85-'86

### Con i Danzig
- 1988 - Danzig
- 1990 - Danzig II: Lucifuge
- 1992 - Danzig III: How the Gods Kill
- 1993 - Thrall: Demonsweatlive
- 1994 - Danzig 4
- 2001 - Live on the Black Hand Side
- 2007 - The Lost Tracks of Danzig

### Altro
- 1986 - Collection II dei Misfits
- 2000 - Darken My Fire: A Gothic Tribute To The Doors di artisti vari
- 2006 - Pledge Your Allegiance... To Satan! di artisti vari